# رستمکلا
رُستَمکُلا (مازندرانی: رِستِمکِلا)، از شهرهای تابعهٔ شهرستان بهشهر استان مازندران است. این شهر در هشت کیلومتری غرب بهشهر واقع شده است و با ساری حدود چهل کیلومتر فاصله دارد. مردم رستمکلا به زبان مازنی سخن می‌گویند و از قومیت تبری و ایرانی‌تبار هستند. رستمکلا به عنوان شهری که در منطقه‌ای باستانی و تاریخی واقع شده است، از موقعیت گردشگری ویژه‌ای برخوردار است.

## تاریخ

### پیشدادیانوکیانیان
در اسطوره‌های ایرانی، تَمیشَه (بهشهر کنونی) اقامتگاه فریدون پادشاه ایرانیان خوانده شده است. در شاهنامه گفته شده که شهر تَمیشَه دومین پایتخت فریدون، پس از آمل، بوده است.
بنای تَمیشَه را به فریدون نسبت داده‌اند. فردوسی تَمیشَه را تختگاه دوم فریدون خوانده است. ابن اسفندیار به نقل از شاهنامه آورده است: «فریدون پس از پیروزی بر ضحاک تمیشه را پایتخت کرد». ظهیرالدین مرعشی آورده است: «چون آفریدون پیر شد، مقام خود در تمیشه بساخت و این تمیشه… اکنون خرابه است و تمیشه کوتی می‌خوانند و هنوز اطلال و دمن آن در موضعی که بانصران می‌خوانند، ظاهر است.» واژه «کوت» در زبان مازنی منطقه به معنی انباشته، انباشته شده و روی هم قرار گرفته می‌باشد. منظور ظهیرالدین مرعشی از تمیشه کوتی به‌نظر می‌رسد که خرابه‌های انباشته شده شهر بوده است. پژوهشگران در ارتباط با نام «بانصران» (یا بانسرا یا بانوسرا) که امروزه مکانی مشتمل بر زمین‌های مسطح و کشاورزی است، باور دارند که این واژه شکل بومی واژه «بانوسرای» است که احتمالاً باید نام یکی از کاخ‌هایی باشد که اسپهبد خورشید برای یکی از زنان خود ساخته بود.ابن اسفندیار آورده است: «گرشاسف ایرانی در حمله‌ای به سرزمین‌های شرقی، فغفور چین (پادشاه چین) را با هشتاد پادشاه دیگر توسط نریمان به تمیشه نزد فریدون فرستاده بود». در مجمل التواریخ و القصص نیز دربارهٔ پایتخت فریدون آمده است: «پس به گرگان ببود، اول به زمین بابل بنشست، پس دارالملک به تمیشه بساخت و طبرستان».
بنا بر گواهی افسانه‌ای، قریه‌ای که اکنون به «کوسان» (به پارسی: کوهستان) مشهور است زمانی «طوسان» نام داشت که به دست توس پسر نوذر که از خاندان کیانیان بوده بنیاد شده است و سبب بنایش را آن دانند که توس پسر نوذر فرمانده لشکر کیخسرو بود که در امور پادشاهی همواره کار شکنی می‌نموده و با فریبرز پسر کی‌کاووس هم آهنگی نشان می‌داد، از این رو هنگامی که کیخسرو بر حریفان خود غالب شد با جمعی از خاندان نوذر به جانب تپورستان روانه شد و مدتی را در بیشه «ناروَن»، که یکی از نواحی تپورستان بود، پناه گرفت و چندی بعد قصبه‌ای در «پنج‌هزاره» (بهشهر کنونی) در مکانی که مشهور به کوسان بود، ساخت و آن را «طوسان» نامید.

### سلوکیانواشکانیان
در زمان لشکرکشی آنتیوخوس سوم سلوکی به سرزمین هیرکانی برای رویارویی با اشکانیان، پس از گذر او از کوه البرز از بخشی به‌نام «تامبراکس» نام برده شده که ممکن است همان تَمیشَه (بهشهر کنونی) باشد.

### ساسانیان

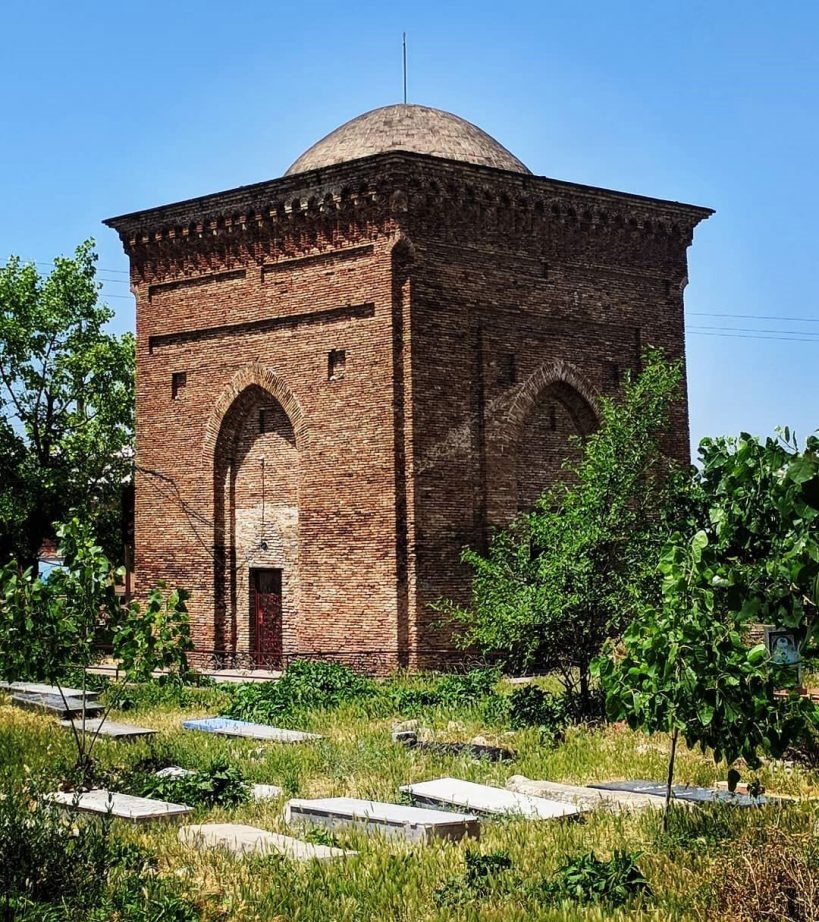
آتشکده کاووس که در دورهٔ ساسانی به دست کاووس ساخته شد.

تَمیشَه (بهشهر کنونی) دوران ساسانیان نیز شهری آباد بوده و با ساری شانزده فرسنگ دوری داشت. آنچه مسلم است فرمانروایی شرقی پتشخوارگر با خانواده کشنسف بوده است این خاندان تا سال ۵۲۸م در پتشخوارگر فرمانروایی داشته‌اند و در این سال چون فرمانروایی پتشخوارگر به فرمان قباد یکم به پسر بزرگش کاووس که یکی از سر سپردگان و هواداران سرسخت دین مزدک بود آشکاراً برچیده شد و کاووس رسماً شاه پتشخوارگر گردید و پایتخت او هزارجریب و کیاسر بود. در منابع آمده است انوشه‌روان دادگر به آن شهر رفته و زمانی را در آنجا گذرانده و دستور گستره شهر و ساخت بارو و دیوار دفاعی تَمیشَه را به جهت جلوگیری از یورش‌های تُرکان و قبایل شرقی داده است، انوشه‌روان دادگر در شرق تمیشه دیوار آجری مار سرخ را ساخت تا از تازشات قبایل تُرک به تپورستان جلوگیری کند. تَمیشَه شرقی‌ترین شهر تپورستان و در مرز تپورستان و گرگان بوده است. ابن رسته تمیشه را نخستین شهر تپورستان از مشرق معرفی کرده و انوشه‌روان دادگر را بنا کننده شهر خوانده و از دیوار تمیشه که میان تپورستان و گرگان کشیده شده و مسجد جامع و جمعیت فراوان شهر یاد کرده است. از کاووس پسر قباد یکم فرزندی ماند به نام شاپور که در نزد عمویش انوشه‌روان دادگر بسیار گرامی بود و در دربار می‌زیست و پس از مرگ انوشه‌روان دادگر به تپورستان رفته و در آتشکده کاووس پیرامون کیاسر و هزارجریب به سر برده و مردم تپورستان دلبستگی و گرایش زیادی به او پیدا کردند. هنگام یورش اعراب به ایران و فرار یزدگرد سوم، وی (یزدگرد سوم) از خراسان به تپورستان آمد و مانند پدرش شهریار (پسر خسرو پرویز و شیرین)، در آتشکده کاووس (غرب بهشهر) گوشه‌نشین شد و به نیایش مشغول گردید. پس از یورش اعراب به ایران، باو نوه کاووس از یزدگرد سوم در ری جدا شد و به کوسان رفت و آشکاراً انگیزه داشت پس از جمع‌آوری سپاهی به یزدگرد سوم بپیوندد و با تازیان به نبرد برود ولی به این خواسته خود نرسید زیرا که یزدگرد سوم به سرزمین خراسان رسید و در همان‌جا کشته شد. آنگاه که جریان مرگ یزدگرد سوم به گوش وی رسید در آتشکده کاووس گوشه‌نشین شد و با سر تراشیده به نیایش و ستایش مشغول شد.[منبع بهتری نیاز است]

### پس از اسلام
(بخشی از مقاله یورش تازیان به تبرستان)
پژوهشگران بر این باورند که به دلیل وجود رشته کوه‌های البرز ورود نیروهای تازنده به سرزمین تپورستان و گیلان تقریبان میسر نبوده، لذا تنها راه دسترسی و مدخل ورود تازیان و دیگر نیروهای تازنده تنها از روش بود که از سرزمین قومس به گرگان می‌رسیده که امروزه به گردنه «خوش ییلاق» مشهور است. بدین جهت نخستین شهری که مورد یورش نیروهای تازنده قرار داشته گرگان بوده و سرداران خلفا هرگاه که به انگیزه چیرگی تپورستان می‌آمده‌اند پس از گذشت راه قومس به گرگان بناچار در آغاز با گرگانیان رو در رو شده و سپس به تمیشه و درون تپورستان یورش می‌بردند. بدین سان تمیشه نخستین شهر تپورستان از سمت شرق و مدخل تپورستان و بنوعی پرچمدار نبرد با تازندگان تازی، تُرک و مغول و… بوده است.
بسال سی‌اُم هجرت به خلیفه سوم عثمان بن عفان خبر رسید که مردم خراسان به دین پیشین مزدیسنا برگشته‌اند. عثمان، سعید بن عاص بن امیه را با سپاه مدینه به خراسان فرستاد و به عبدالله بن عامر والی بصره نامه کرد که با سپاه بصره به خراسان شود. عثمان بن عفان در نامه خود به این دو وعده داده بود هر یک از اینها پیروزی یابد، بر خراسان فرمانروا شود. عبدالله پیش از سعید بن عاص به خراسان شد و تا نیشابور بگشاد. سعید بن عاص از کوفه درآمد و چون چنان دید به گرگان شد. مردم گرگان در حصار شدند و با او صلح کردند. دویست هزار درخم بازستاند و ایشان را به مسلمانی آورد. سپس آهنگ تبرستان نمود. طبری آورده است «بعد نخستین، شهریست تمیشه خوانند با ایشان حرب کردند، چنان‌که نماز خوف (نماز وحشت) کرد به حرب اندر، پس از مردمان صلح خواستند بر آنکه از ایشان یک تن را نکُشد. او شرط را پذیرفت و چون از حصار بیرون آمدند همه را بکشت و یک تن را دست بازداشت و گفت چنین شرط کردم که یک تن را نکُشم گفتند که ما بدین سخن چنان خواستیم که هیچ‌کس را نکُشی. وی گفت من یک تن را خواستم که نکُشم و از آنجا به تبرستان شد و همه را بگشاد و با سپاه بازآمد و به مدینه باز شد و مردمان تبرستان بگاه عمر بن خطاب، سوید بن مقرن مسلمان کرده بود تا گرگان، باز مرتد شده بودند تا سعید بن عاص بیامد بگاه عثمان بن عفان و باز چون سعید بن عاص بازگشت دیگر باره بازایستادند»
به‌هرحال در اینجا نیز گشودن طبرستان به حقیقت مقرون نیست و پیداست که پیشرفت تازیان از حد تَمیشَه (بهشهر کنونی) که در مرز گرگان و طبرستان بوده فراتر نرفته و از حواشی طبرستان به درون آن راه نیافته و به قلمرو اسپهبد نرسیده‌اند
تَمیشَه (بهشهر کنونی) شهری بود در جوار غربی خندقی که به امر فرخان بزرگ برای بازداشتن تُرکان از هجوم به قلمرو او حفر شده بود. ابن فقیه همدانی در گفتن تَمیشَه (بهشهر کنونی) و دربند آن در البلدان نوشته است «نخستین شهر طبرستان از سوی گرگان طمیش است و آن در مرز گرگان افتاده است و دروازه‌ای کلان دارد که هیچ‌یک از طبرستانیان نتوانند از آن جای بیرون آیند و به گرگان شوند جز از همین دروازه زیرا دیواری از آجر و آهک از کوه تا دل دریا کشیده شده است آن دیوار را خسرو انوشیروان ساخت تا تُرک را از تاراج طبرستان بازدارد. در طمیش خلق بسیار هستند …» و هم در بلدان آمده است که بلاذری گفته تبرستان را هشت‌خوره است. از آنها خوره ساری، آمل و… ارم خواست بالا و ارم خواست پائین و مهروان و اسپهبدان و نامیه و طمیش و… میان نامیه و ساریه و طمیش بیست فرسنگ است. به گفته ابن اسفندیار تمیشه در دوران دابویگان، نشستگاه جانشین تبرستان بود و پس از مرگ اسپهبد دادمهر، فرزندش خورشید که کودکی خردسال و جانشین وی بود به تمیشه رفت و عموی وی فرخان کوچک که فرمانروایی تپورستان به وی تفویض شده بود تا رسیدن خورشید به سن بلوغ در کاخ اسپهبدان در ساری بر تپورستان شهریاری کرد.
تَمیشَه (بهشهر کنونی) پس از اسلام در یورش‌های مکرر لشکریان خلفا، بارها مورد تاخت‌وتاز قرار گرفت و ایستادگی کرد و مردم آن کشتار همگانی گردیدند. تَمیشَه (بهشهر کنونی) در جریان شورش مازیار و درآینده کشاکش خاندان‌های محلی تپورستان نیز بارها مکان درگیری بوده.
پژوهش‌های بکار آمده از نوشتارهای تاریخی نشان می‌دهد که در سده سوم قمری دین اسلام درشکل علویان تبرستان در این بخش رهیافت.[نیازمند منبع]

### مغولانوتیموریان
کبودجامه (بهشهر کنونی) دوران یورش مغول به ایران و زمان چنگیزخان، امیران این شهر با والیان مغول همکاری داشتند و از همدست‌هایشان بشمار می‌رفتند.[نیازمند منبع]
تَمیشَه و کبودجامه (بهشهر کنونی) دوران یورش تیمور لنگ به این شهر، ویران شد. همچنین شهری به نام روغد در نزدیکی آن برای همیشه از برگ روزگار ستردن شد.

### صفویان،افشاریانوقاجاریان

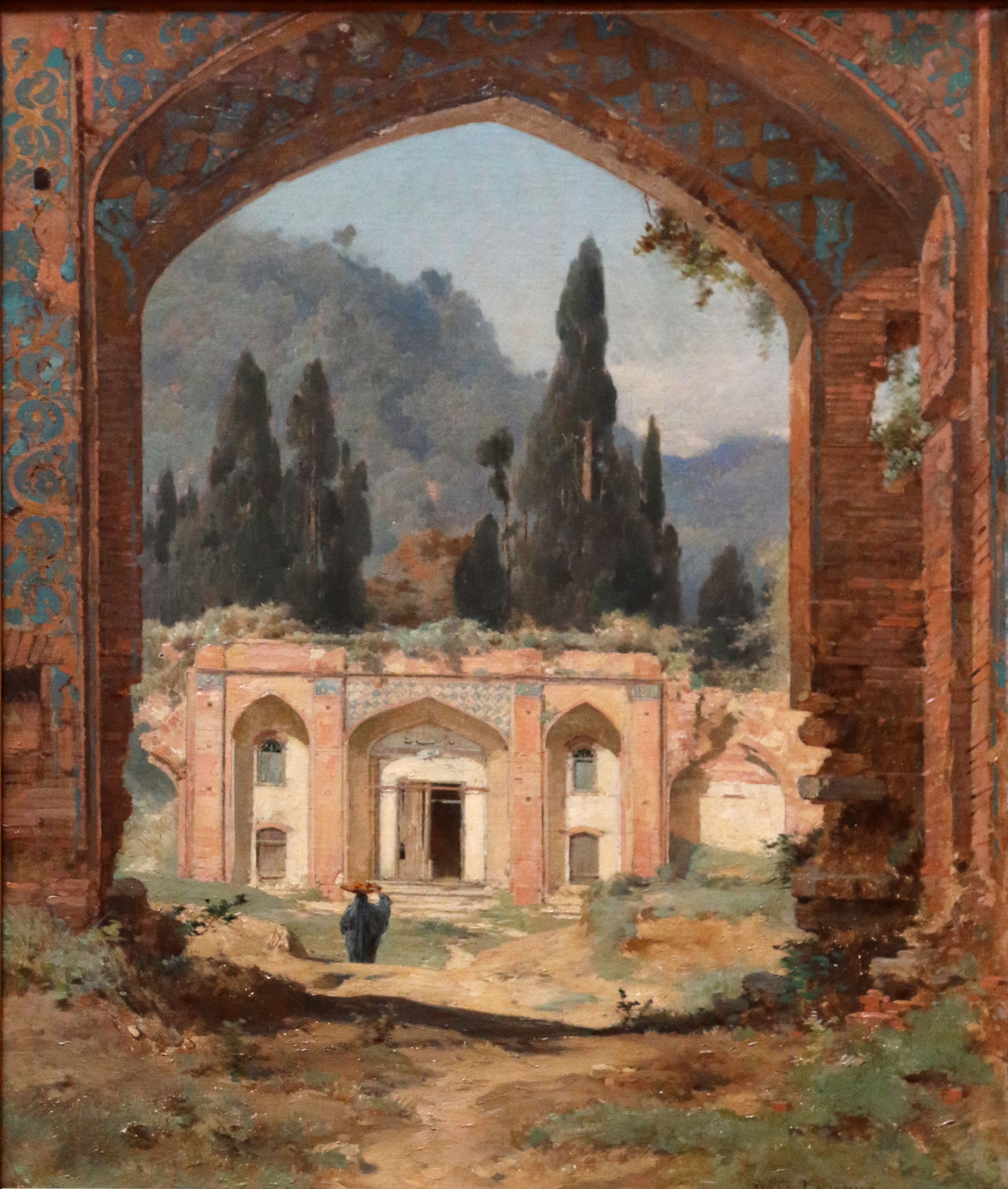
کاخ چهل‌ستون بهشهر اثر ژول لورانس (پیش از ۱۸۹۴م)، کاخی که شاه عباس بزرگ در آن درگذشت.

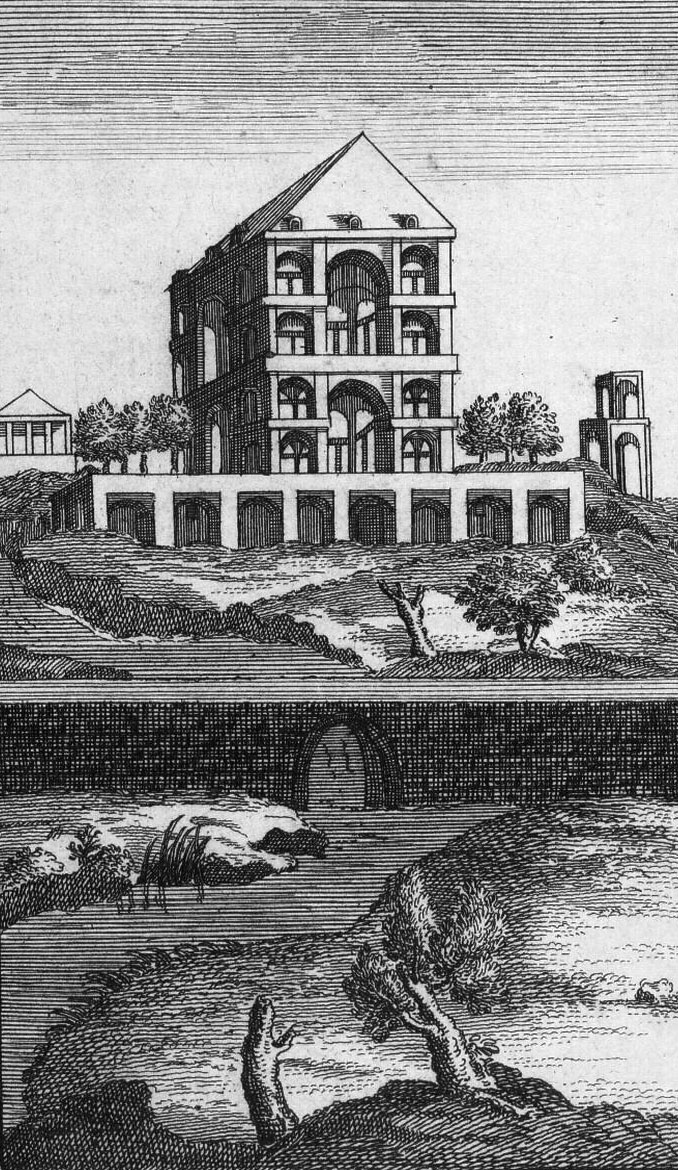
کاخ صفی‌آباد اثر ژان شاردن، کاخی که به دستور شاه عباس بزرگ بنا شد و در دوران شاه صفی یکم گسترش پیدا کرد.

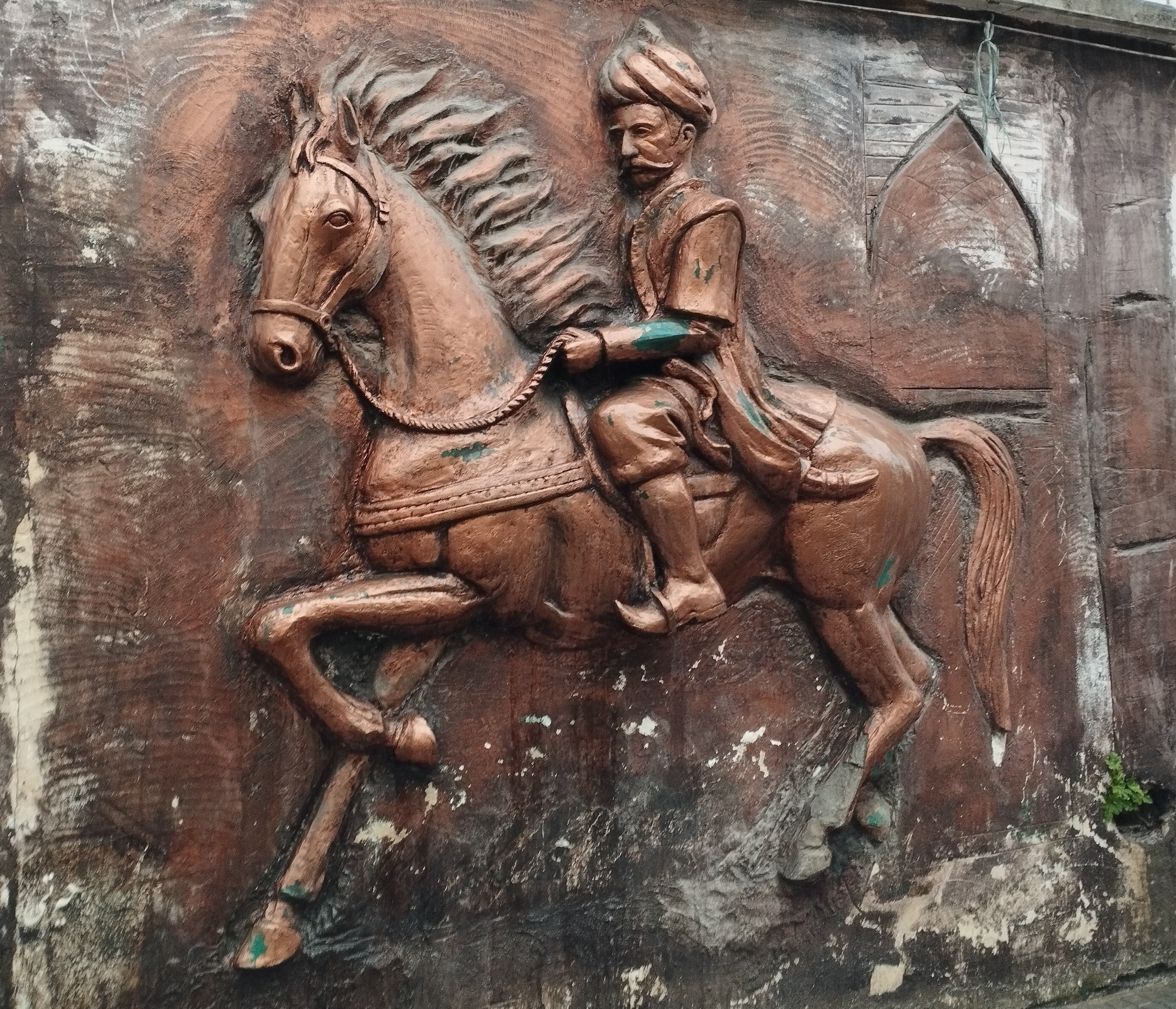
تندیس شاه عباس بزرگ در بهشهر

اشرف‌البلاد (بهشهر کنونی) دوران شاه عباس بزرگ و صفویان شکوفا و شهری آباد بود. شاه عباس بزرگ همیشه به این‌که از سمت مادری مازندرانی بود افتخار می‌ورزید؛ در این مکان روستایی بود به نام خرگوران که به پیرزنی تعلق داشت و شاه عباس بزرگ آن را از او خرید و در این مکان شهری را در سال ۱۰۲۲ق بنا کرد. مادر او (خیرالنساء بیگم اشرف الملوک) از اهالی خرگوران (بهشهر کنونی) بود. شاه عباس بزرگ در سال ۱۰۳۲ق اشرف‌البلاد (بهشهر کنونی) را گسترش داد. شاه عباس بزرگ با مسافرت به اشرف‌البلاد (بهشهر کنونی)، این شهر را پایتخت تابستانی خود ساخته. شاه عباس بزرگ بناهایی را در اشرف‌البلاد (بهشهر کنونی) بنا نهاد که می‌شود از آنها به باغ عباس‌آباد، چشمه عمارت، کاخ چهل‌ستون و کاخ صفی‌آباد اشاره کرد. شاه عباس بزرگ هرگاه به تبرستان می‌آمد، اشرف‌البلاد (بهشهر کنونی) را به دیگر نقاط آن ترجیح می‌داد. باشندگان این شهر از تیره‌ها گوناگون تشکیل شده بود، از جمله چندین هزار گرجی بهشهر (گرجی‌محله) نیز در دوران تازش‌های شاه عباس بزرگ به گرجستان، گرجی‌ها از قفقاز به اشرف‌البلاد (بهشهر کنونی) کوچانده شده‌اند، همچنین گروهی از خانواده‌های تالشی لنکران که از کرانه‌های دریای کاسپین آمده بودند و گروهی از تات‌ها که یکی از قبایل ایرانی بود. احتمالاً نخستین گروه نمایندگان سیاسی پادشاهی انگلستان در اشرف‌البلاد (بهشهر کنونی) به حضور شاه عباس بزرگ رسیدند. سرانجام شاه عباس بزرگ پیش از برآمدن آفتاب روز جمعه ۲۴ جمادی‌الاول سال ۱۰۳۸ق در کاخ چهل‌ستون بهشهر درگذشت. عالم‌آرای عباسی دربارهٔ علت مرگ او می‌نویسد: «چند روز قبل از آن در شکارگاه، پادشاه در خوردن و آشامیدن طعام افراط کرد و در بازگشت، به سبب سنگینی بار معده دچار تب شد و در اندک مدتی از اوج کمال به حضیض وبال رسید.»
دوران شاه صفی یکم نیز کاخ صفی‌آباد گسترش پیدا کرد.[نیازمند منبع]
اشرف‌البلاد (بهشهر کنونی) در اثر جنگ‌های داخلی تازش‌های ترکمن‌ها، افغان‌ها و تازش‌های سپاهیان زند صدمات فراوان دید و به‌طور پی‌درپی ویران شد.
نادرشاه در دوران شاهنشاهی خود هنگامی که اعزام نبرد با لزگی‌ها بود زمانی را در این شهر سپری کرد و در آبادانی اشرف‌البلاد (بهشهر کنونی) بسیار کوشید. از جمله کاخ چهل‌ستون بهشهر را که هنگام نابسامانی‌های دوران شورش افغان‌ها ویران شدهٔ بود، بازسازی کرد.[نیازمند منبع]
در دورهٔ قاجاری، محمدحسن‌خان قاجار (پدر آقامحمدخان) گرایش زیادی نسبت به اشرف‌البلاد (بهشهر کنونی) داشت و در دوران فرمانروایی خود بیشتر در این شهر ماندگاری می‌کرد.
در آغاز قدرت یافتن آقامحمدخان، ناوگان جنگی روسیه برای احداث پایگاه نظامی در کناره‌های جنوبی دریای مازندران، اشرف‌البلاد (بهشهر کنونی) را اشغال کردند.
جهانگردان اروپایی که در دورهٔ قاجاری از اشرف‌البلاد (بهشهر کنونی) دیدن کرده‌اند، آنجا را شهری نیمه ویران وصف نموده‌اند (مانند ژول لورانس و یاسنت لویی رابینو).
رکن الاسفار، از درباریان دورهٔ ناصری، در سفرنامه خود وجه تسمیه دیگری را برای اشرف (بهشهر کنونی) ذکر می‌کند. او باور داشت زمانی که شاه عباس بزرگ این شهر را به صورت مدرن و امروزی بنا نهاد، پاره‌ای از درباریان گفتند «هذا اشرف من فرح آباد» و همین کلمه به مذاق شاه خوش آمد. ناصرالدین‌شاه در سفر نخست خود به مازندران (۱۲۸۳ق) چند روزی در اشرف‌البلاد (بهشهر کنونی) اقامت کرد و دستور داد تا کاخ‌های ویران شده را بازسازی نمایند که در سفر دوم خود در ۱۲۹۲ق هنوز بازسازی آن به اتمام نرسیده بود.[منبع بهتری نیاز است]
به گفته یاسنت لویی رابینو بهشهر در زمان قاجار هفت محله به نام‌های نقاش‌محله، بازارمحله، گرجی‌محله، فراش‌محله، چشمه‌سر، باغ‌شاه، گالش‌محله بود.

## پیشینه
باتوجه به بناهای موجود که پیشینهٔ آن به حدود ۷۸٬۰۰۰ سال پیش بازمی‌گردد می‌توان نتیجه گرفت که این شهر در جهان نشان‌دهنده و پرچم‌دار تمدن هست. (منبع اجساد به جای مانده از غار شوپری رستمکلا)
علت نام‌گذاری شهر مشخص نمی‌باشد ولی دو روایت در نقل قول‌های محلی ذکر می‌شود:
روایت نخست این است که این مکان محل نبرد رستم با دیو سپید بوده است و به افتخار رهایی از دیوان نام این مکان را رستمکلا انتخاب کردند.
و در روایت دوم گفته می‌شود که فردی با نام رستم درگذشته در اتحاد طوایف منطقه همت کرده (همچنین حفر شورش) که به یاد و نام وی، نام این منطقه را رُستَمکلا انتخاب کردند.
منطقه‌ای که این شهر واقع شده است جایی کهن می‌باشد که شامل روستاهای کنت، گرجی‌محله، آسیاب‌سر، کوهستان، و تروجن (شهیدآباد) می‌باشد. آثار یافت‌شده و موجود در این منطقه از جمله غار تاریخی و آثار دژهای دورهٔ ساسانی و گورستان و آتشکده کاووس و گوهرتپه تأییدکننده تمدن و سکونت در دوره پیش از اسلام و طی دوره‌های گوناگون است.
نخستین مدرسه در سال ۱۳۰۶ (در سه‌پایه اول، دوم و سوم) در شهر تأسیس گردید.
حوزه علمیه رُستَمکلا از سال ۱۳۴۱ و به دنبال درخواستِ آیت الله محمد کوهستانی از آیت الله ابوالحسن ایازی تأسیس گردید.
در گذشته سید حبیب‌الله برهانی با پرداخت پنج هزار تومان همه اراضی رُستَمکَلا را به‌طور کامل از شمول اراضی بنیاد پهلوی خارج نمود. وی از جمله مخالفان فعال اصلاحات ارضی بود.
بررسی و کاوش‌هایی که در سواحل دریای خزر در مکان‌هایی مانند سابقه غارهای هوتو و کمربند در ۲ کیلومتری شهرستان بهشهر در روستای شهید آباد (تروجن) و همچنین در گوهر تپه واقع در ۱۰ کیلومتری شهرستان بهشهر ودر منطقه رستمکلا انجام گرفته است، قدمت این ناحیه را به دوره غارنشینی و تقریباً ۱۰۰۰۰ سال پیش به ثبت رسانده است. تحقیقات دیگر موید آن است که در ادوار باستانی این منطقه یکی از حوزه‌های مهم تمدن گذشته بوده است.
براساس کاوش‌های باستان‌شناسی که از تپه‌های شمال غرب بهشهر (نزدیک رستمکلا) به عمل آمد یک قطعه هاون سنگ سفید را کشف نموده و که به ۲۰۰۰ سال قبل از میلاد بر می‌گردد، یا اینکه غارهای هوتو و کمربند آثار حیات در دوران‌های فرو لیتیک (میانه سنگی) ۶۰۰۰ تا ۸۰۰۰ سال قبل از میلاد و نئولیتیک (پارینه) سنگی را در محدوده بهشهر بیان دارد. گوهرتپه رستم‌کلا یکی از جایگاه‌های بزرگ کهن‌نگاری شمال ایران بوده که در خاور استان مازندران و در گستره شهرستان بهشهر جای دارد. گستره پژوهش باستان‌شناسی و دانش‌های پیوسته که گوهرتپه در کانون آن جا دارد. گوهرتپه بهشهر یک دانشگاه باستان‌شناسی و انسان‌شناسی است که همواره موردتوجه محافل باستان‌شناسی داخلی و بین‌المللی قرار دارد.
محققان از طریق کتاب‌هایی چون اشرف البلاد و از آستارا تا استرآباد و گزارش‌های مردمی متوجه شدند این منطقه دارای آثار باستانی می‌باشد و گروهی باستان‌شناس در سال ۱۳۷۹ به سرپرستی علی ماهفرزی منطقه گوهرتپه را مورد کاوش اولیه قرار دادند. گوهر تپه در اسفند ماه سال ۱۳۸۰ ثبت ملی شد و تاکنون گوهرتپه ۵ فصل کاوش باستان‌شناسی را سپری کرده است. نخستین فصل مطالعات پروژه بزرگ مطالعات باستان‌شناسی حاشیه جنوب و جنوب شرق دریای خزر (از آغاز تا اواسط هزاره اول قبل از میلاد) با موضوع از «غار تا شهر» بود که توسط هیئت‌های ایرانی و آلمانی و لهستانی انجام شد. این پروژه به بررسی چگونگی خروج انسان از غار و شکل‌گیری نخستین شهرها در استان مازندران پرداخت.
گروه لهستانی به سرپرستی دکتر آرکادیوش سولتیشیاک انسان‌شناس از دانشگاه ورشو، «اکانیسکا چستیکا» گیاه باستان‌شناس و «مارزنا آرزاک» جانور باستان‌شناس در سال‌های ۱۳۸۶ و ۱۳۸۷ با پروژه همکاری نمودند. گروه آلمانی نیز به سرپرستی «کریستین کرنل پیلر» از دانشگاه مونیخ آلمان به مدت یک ماه در سال ۱۳۷۸ با پروژه همکاری داشتند.
لایه‌نگاری به صورت طبقه‌ای و پلکانی صورت گرفته و هرچه به طبقات پایین‌تر می‌رویم پیشینهٔ جا ببیشتر می‌شود و هر طبقهٔ نشانه یک دوره از زمان است.

### کهن‌ترین ساکنان مازندران
پیشینهٔ بقایای باستانی به دست آمده از غار شوپری شهر رستمکلا به بیش از یکصدهزار سال گذشته بازمی‌گردد. پیشینهٔ بقایای باستانی به دست آمده از غار شوپری به بیش از یکصدهزار سال گذشته بازمی‌گردد؛ این بقایا شامل دست‌افزاهای سنگی و فسیل استخوان‌های جانورانی است که توسط انسان‌های عصر پارینه سنگی شکار شدند. غار شوپری که در ۱۰ کیلومتری جنوب شهر رستمکلا در شرق مازندران و دره مهربان رود واقع شده، از بزرگ‌ترین غارهای شناخته شده در مازندران است که بیش از ۷۵ متر طول و بیش از ۷۰۰ متر مربع مساحت دارد. غار شوپری در سال ۱۳۹۹ توسط نگارنده شناسایی و به دلیل اهمیت بالای این اثر بلافاصله فرایند تعیین عرصه و حریم آن با مجوز پژوهشگاه میراث‌فرهنگی و گردشگری، در سال ۱۴۰۰ انجام شد و با شماره ۳۳۶۹۶ در فهرست میراث‌فرهنگی کشور به ثبت رسید. کاوش باستان‌شناسی به منظور لایه‌نگاری این غار در سال‌های ۱۴۰۱ و تابستان ۱۴۰۲ با مجوز پژوهشگاه میراث‌فرهنگی و گردشگری توسط نگارنده از سوی اداره کل میراث‌فرهنگی، گردشگری و صنایع‌دستی مازندران انجام شد. بقایای بسیار فراوان استخوان‌های جانوری به دست آمده که اثر قصابی با ابزارهای سنگی بر روی آنها برجای مانده، همچنین بقایایی از دوره نوسنگی با قدمت بیش از هفت هزار سال از لایه‌های سطحی غار شوپری به دست آمده که نشان از ارتباطات پیش از تاریخ ساکنان مازندران با نواحی شرقی و شمال شرقی ایران و نواحی جنوبی آسیای میانه دارد.

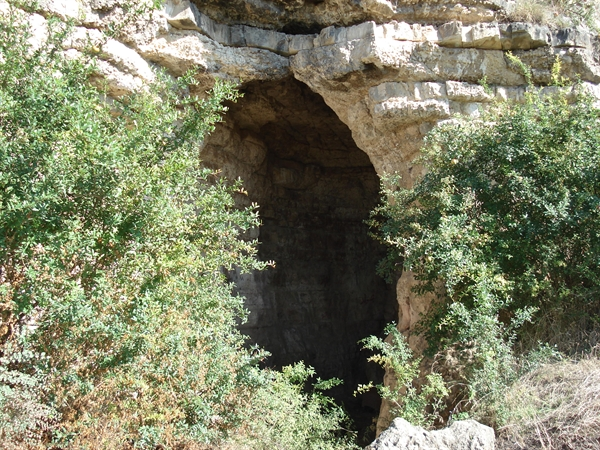
غار کمربند
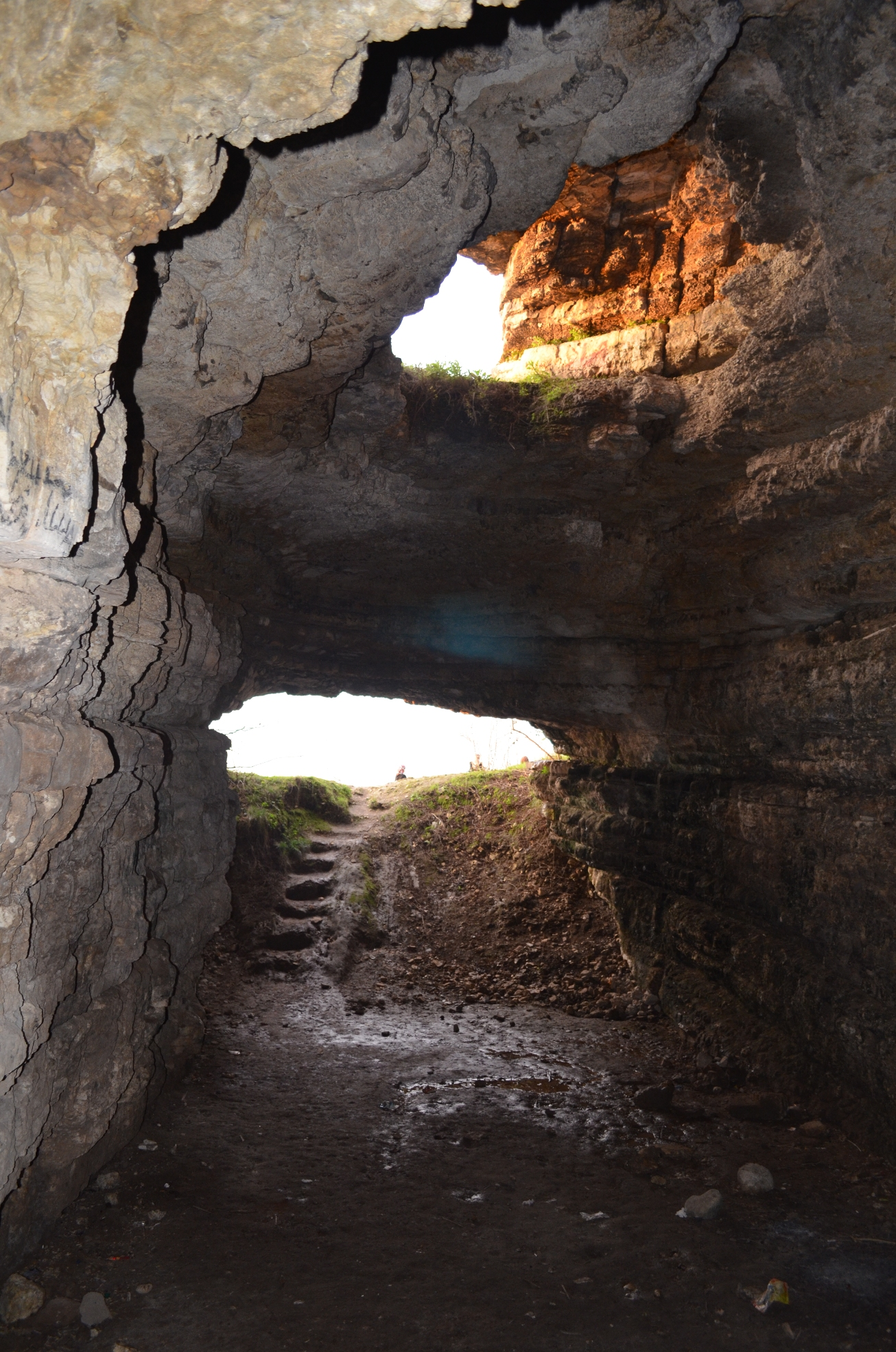
غار هوتو
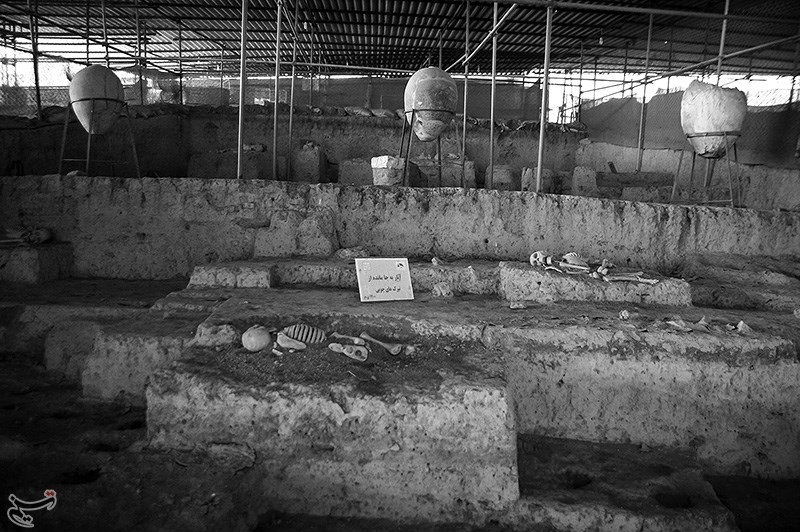
نمایی از گوهرتپه

## اقتصاد
اقتصاد رُستَمکلا بر پایهٔ کشاورزی است در حالی که پرورش مرغ، تولید آجر، صنایع فلزی، کارخانه لینتر پاک، تولید آرد، تولید آجر سفال، صنایع فلزی، معادن سنگ آهک و پرورش آبزیان نیز از مشاغل بارز در این شهر محسوب می‌شوند.
همزمان با احداث راه‌آهن در زمان جنگ جهانی، ایستگاه راه‌آهن رُستَمکلا نیز افتتاح گردید که این ایستگاه برای مدتی تعطیل و سپس با اتصال راه‌آهن رستمکلا به بندر امیرآباد مجدداً فعال شد.
در گذشته برای آبیاری زمین‌های کشاورزی منطقه از قنات نیز استفاده می‌شد (۱۶ رشته).
هم‌اکنون راه‌آهن رُستَمکلا به بندر امیرآباد (بزرگ‌ترین بندر شمال کشور) وجود دارد که ارتباط ریلی بین این بندر (دریای کاسپین) با شبکه سراسری ریلی کشور میسر کرده است. جاده رُستَمکلا به بندر امیرآباد در حال احداث می‌باشد (سال ۱۳۹۴).

## دیدنی‌ها

### آثار طبیعی
این شهر از شرق به روستای گرجی‌محله و غرب به روستای کلت و از شمال به روستای قره تپه و از جنوب به رشته کوه البرز همجوار می‌باشد.
مرکز اصلی تفریح مردم این شهر «میرِوون» است (نام‌های دیگر: «سیاه چال»، «مِه رَوان رود»، «مِرِوون»، «مهربان رود» می‌باشد فاصله هوایی تا میروون ۷ کیلومتر و فاصله زمینی از جاده اصلی حدود ۱۶٫۵ کیلومتر و از مسیر سِراج خِل ۹٫۵ کیلومتر می‌باشد).
طی سال‌های اخیر نام «مهربان رود» بدون هیچ سابقه تاریخی و علت مشخص به منطقه میروون (مِرِوون) نسبت داده شده است که لازم است اصلاحاتی جهت برگرداندن آن به نام اصلی و محلی خود صورت گیرد. بِنِه قَلیون در مسیر میروون می‌باشد و مکان دیگر تفریحی در جنگل است.

«او گردشی» (ogardeshi) (به فارسی: محل گردش آب) در جنگل و چند کیلومتر پیش از میروون می‌باشد در این مکان آب چند نهر به صورت طبیعی در زمین فرومی‌رود میزان آبی که در این محل فرومی‌رود در تابستان بیش از چندین لیتر بر ثانیه می‌باشد.
نام برخی از مناطق جنگلی مورد استفاده مردم شهر:
۱: آقا چشمه ۲: بِنِه قَلیون ۳: او گردشی (آب گردشی) ۴: میروون (مه روان: "مه‌ای که روان است") ۵: چکش دره ۶: سیاه چال ۷: آقا زمین ۸: پنج بِرار ۹: محسن کوه ۱۰: سِراج خِیل ۱۱: میون دوک ۱۲: محمد جبه چال ۱۳: سه کیله راه ۱۴: صابون دره ۱۵: راسته کوه ۱۶: گَد ببا کوه ۱۷: کان حسن ۱۸: شیر کمر بِن ۱۹: ربیع چشمه ۲۰: لَبلَبه سنگ ۲۱: تاجی غار ۲۲: دختر قلعه ۲۳: اِزدار کوه.
غار «کال دره» در ضلع جنوب غربی رُستَمکلا و تقریباً متصل به شهر واقع می‌باشد.

### آثار باستانی

#### گوهرتپه

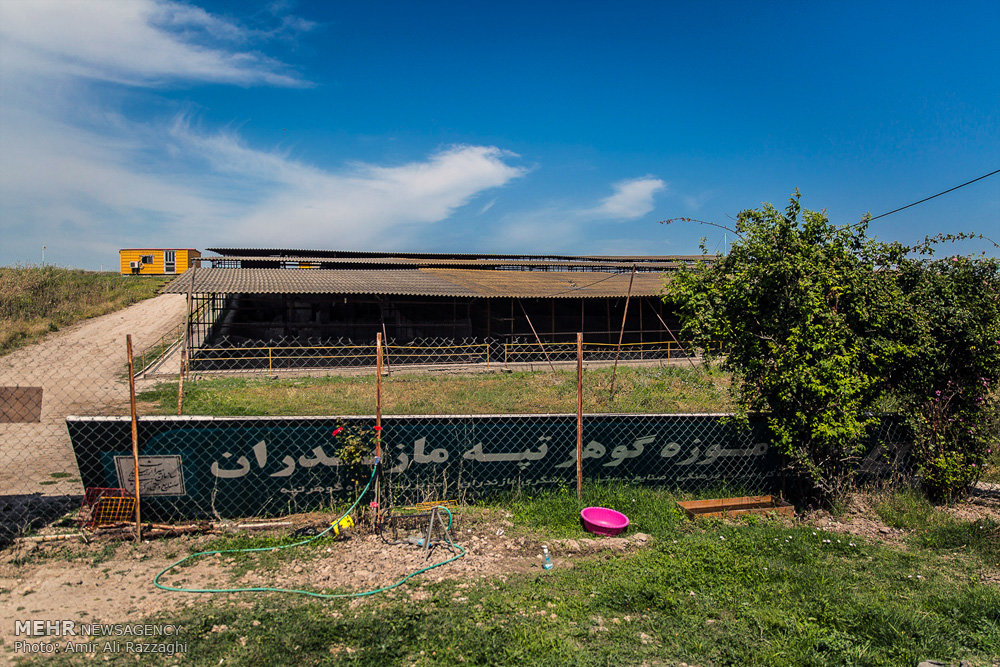
گوهرتپه

تپه باستانی گوهرتپه از جمله مکان‌های دیدنی در این شهر می‌باشد. آثار یافت‌شده در این تپه به ۴۰۰۰ تا ۷۰۰۰ سال پیش نسبت داده می‌شود و آثار و تمدن سکونت به صورت متراکم در آن دیده می‌شود که حدود ۵۰ هکتار وسعت دارد. بخش‌های کاوش‌شده این تپه برای بازدید عموم قرار داده شده است.
یکی از محوطه‌های بزرگ پیش از تاریخ شمال ایران در استان مازندران شهرستان بهشهر ۲ کیلومتری شمال غربی شهر رستمکلا یا کیلومتر ۱۰ جاده بهشهر - ساری قرار گرفته است. انسان‌هایی که در غارهای باستانی مازندران چون غار گمیشان، غار هوتو و غار کمربند زندگی می‌کردند پس از خروج از غار به مرور باعث پیدایش گوهرتپه شدند، این تپه انسان‌ساز است؛ یعنی با گذشت زمان، مردم ساکن با از بین رفتن مکان‌های قبلی به مکان‌های بالاتر آمده‌اند. در عصر نوسنگی شکل زندگی روستا نشینی داشته و در دوره برنز و مفرغ مورد توجه قرار گرفته و حالت شهرنشینی پیدا کرده است. احتمالاً تا دوره برنز میانی فضای مسکونی و محل دفن در یک مکان بود. اما در دوره برنز متأخر (۴۰۰۰ سال پیش) هم از وسعت شهر کاسته شد و هم قبرستان را به خارج از فضای مسکونی انتقال داده‌اند. در بین دوره برنز و آهن حدود ۲۰۰ سال این منطقه خالی از سکنه شد و در عصر آهن قبرستان را به خارج از مکان مسکونی بردند و مکان دارای سراشیبی را برگزیدند تا شاهد نفوذ آب نباشند. اقوام این منطقه پس از فروپاشی شهر و کوچ به مناطق کوهستانی اجساد نیاکان خود را برای تدفین در زادگاه‌شان به گوهرتپه حمل کرده و همراه با مراسم آیینی در این منطقه به خاک می‌سپردند.

#### غار مخزن
در غار مخرن آثاری که نشانگر سکونت انسان بود در سال ۱۳۲۸ ه‍.ش به دست آمده بود. 

### آثار تاریخی-مذهبی
از جمله مکان‌های دیگر قدیمی و دیدنی شهر شامل:
امامزاده محمد:
این اثر در حاشیه غربی شهر رستمکلا واقع شده و از نظر شکل ظاهری شبیه آرامگاه‌های عصر تیموری می‌باشد این بنا از دو بخش بدنه و گنبد تشکیل گردیده که حد فاصل این دو قسمت را تزیینات سینه کفتری پوشانده شده است از دیگر اجزا تزیینی می‌توان به سر ستون‌های چوبی به شکل سرشیر در این بنا اشاره نمود.
تکیه سلطانی و مسجد پیشنمازی:
در جنوب شرقی شهر رستمکلا واقع شده و متعلق به دوره قاجاریه می‌باشد و نمای اصلی (شرقی) بنا از ارسی‌هایی تشکیل می‌دهد. ستون‌ها، به اسامی ائمه بوده که در دو جهت و به صورت قرینه کنده کاری شده است.
تکیه حاج حسن:
این بنا قبل از تغییرات در آن جز زیباترین ساختمان دوره قاجار در این شهر بوده است اما طی سال‌های اخیر تغییرات زیادی در نمای اصلی و داخلی آن داده شده است، این بنا دو طبقه ساخته شده است و متعلق به دوره قاجار است با مقایسه و تحقیق، تاریخ ساخت بنا سال ۱۲۸۰ هجری قمری (حدود ۱۵۰ سال قبل) تخمین زده شد (بر اساس تحقیقات حسین کاردری و مهدی جهانبخش). این تکیه مکانی برای مراسم مذهبی از جمله تعزیه می‌باشد و در آن اتاق‌هایی برای اسکان افراد برگزارکننده مراسم داشته که فضای اصلی (روبرو) آن (سالن) کاملاً باز بوده تا افراد حاضر در آن به راحتی بتوانند مراسم‌های مذهبی را مشاهده کننند. نِپار تکیه حاج حسن نیز معروف بوده است.
توصیف شکل قدیمی آن:
تکیه حاج حسن رستمکلا بنایی با نمای آن آجری بوده و سقف آن پوشیده از سفال است. معماری این تکیه شامل یک ایوان با شش ستون چوبی و سرستون‌های زیبای کنده‌کاری شده است. ایوان دارای دو ورودی بوده و اتاق‌هایی در دو طبقه به‌طور قرینه در دو طرف ایوان وجود داشته است. شاه نشین طبقه دوم دارای پنجره‌های اُرُسی دولنگه‌ای و سه‌لنگه‌ای بسیار ظریف و پرکار بوده، سقف اتاق‌ها و ایوان پل‌کوبی شده و دارای کتیبه و نقاشی تزیینی بوده است. این بنا تاکنون توسط میراث فرهنگی ثبت نشده است به همین دلیل تغییراتی زیادی در آن داده شده است.
حسینیه علیزاده:
این بنا متعلق به دوره قاجار می‌باشد. اتاق مرکزی که زیباترین اتاق این مجموعه می‌باشد، دارای پنجره‌های ارسی، نورگیرهای مشبک تزیینی با شیشه‌های الوان است.
حسینیه علوی:
حسینیه فرحی:
این بنا در مرکز شهر رستمکلا قراردارد. بنای حسینیه دارای نقشه مستطیل شکل ساخته شده است. این بنا با مصالح آجر، آهک، چوب و دارای سقف سفال پوش است. حسینیه فرحی دارای یک اتاق مرکزی و دو اتاق جانبی در سمت جنوبی است. ازجمله تزیینات زیبای بنا، پنجره‌های ارسی و درهای مشبک با شیشه‌های الوان است که با مهارت ساخته‌اند. اتاق مرکزی از دو اتاق جانبی بزرگتر و دارای پنجره بزرگ ارسی به ابعاد ۳٫۸*۴ است. طاقچه‌های تزیینی و گچبری‌های ساده و طرح دار از دیگر تزییات بکار رفته در این بناست. حسینیه فرحی با توجه به سبک معماری و دیگر تزیینات وابسته به معماری به‌کاررفته در آن متعلق به دوران قاجاریه است.

### خانه‌های قدیمی
خانه رُستَمکلایی:
منزل مرحوم سید مصطفی رُستَمکلایی فرزند حاج سید کریم رُستَمکلایی از تجار و ملاکین بزرگ منطقه در گذشته بوده است. این ساختمان دو طبقه مربوط به دوره قاجار می‌باشد، این بنا دو اتاق در ضلع شرقی و غربی در طبقه همکف و دو اتاق به همان شیوه در طبقه است.
در اضلاع مختلف این بنا درهای زیبا با تزیینات شیشه‌های الوان در بالای آن‌ها، زیبایی بنا را دو چندان کرده است.
خانه توکلی:
مشابه خانه رستمکلایی با اندکی تفاوت می‌باشد.
(توجه شود که تاریخ ساخت امامزاده محمد را حدود سال ۶۵۰ هجری قمری و هفت بنای دیگر را متعلق به یک دوره تاریخی و حدود ۱۵۰ تا ۲۰۰ سال پیش تخمین می‌زنند).
خانه کوهی رستمکلائی: که در گذشته دو خانه در کنار هم بوده یکی متعلق به شهربانو کوهی رستمکلائی و دیگری به صالح کوهی رستمکلائی بوده و هم‌اکنون یک ساختمان پابرجا می‌باشد.

## رسم‌ها و پیشینهٔ ورزشی
در تاسوعای و عاشورا مردم روستاهای گرجی محله، کلت، کوهستان و آسیابسر در غالب هیئت‌های عزاداری تکایا جهت برگزاری مراسم به رُستمکلا آمده و همچنین مردم رُستمکلا نیز جهت برگزاری این مراسم به روستاهای ذکر شده می‌روند.
از نظر ورزشی نیز تیم پاس رستمکلا در لیگ برتر کشتی آزاد کشور مسابقه می‌دهد.

## جمعیت
بر اساس سرشماری سال ۱۳۹۵خ جمعیت این شهر برابر با ۱۱٬۶۸۶ نفر جمعیت بوده است. مردم رستمکلا از قومیت مازنی هستند. مردم رستمکلا به زبان مازنی سخن می‌گویند.

## مشاهیر
- فرهاد دژپسند وزیرپیشین اقتصاد و دارایی
- ایت‌الله العظمی ایازی از علما جهان شیعه
- مهدی یونسی رستمی استاندار فعلی مازندران
- آیت الله برهانی عالم و خیر و فعال سیاسی
- رمضانعلی صحرایی از فرماندهان ارشد دفاع مقدس
- روح الله لطیفی  سخنگو پیشین گمرک

## اعضای شورای شهر (دوره ششم)
- اعضای اصلی:

1. عادل عوازیان
2. علی اصغر یدالهی
3. جواد نوع‌پرست رستمی
4. سید حسین سلیلی رستمی
5. میثم حسین‌زاده رستمکلایی

- اعضای علی‌البدل:

1. سید کریم میری
2. رمضانعلی حاجی‌زاده
3. محمد دژپسند[۲۶]